# Orkanen Harvey
Orkanen Harvey var en kraftig tropisk storm som i slutet av augusti och början av september 2017 drabbade Atlanten och delar av USA, framför allt Texas.

## Stormhistoria
Det amerikanska stormforskningscentret NHC upptäckte den 13 augusti 2017 en tropisk våg vid västkusten av Afrika. Den 27 augusti hade vågen tillsammans med åska och regn bildat en snabbare cirkulation, varpå NHC varnade för att det skulle kunna komma bli en tropisk cyklon. Senare samma dag hade dock vindstyrkan ökat och NHC klassificerade den därför som orkanen Harvey. Den uppgraderades till kategori 4 strax innan den nådde USA:s kust sent på kvällen den 26 augusti. Då var Harvey den första större orkanen att nå USA:s fastland sedan orkanen Wilma 2005. Delstaterna Louisiana och Texas utlyste katastrofläge och många invånare försökte fly området. Många stannade dock kvar i området.
Stormen nedgraderades till kategori 2 efter drygt fem timmar, och på eftermiddagen den 27 augusti till kategori 1. Efter Harvey drabbade enorma mängder nederbörd samma område, något som försvårade räddningsinsatserna.

## Följder
Harvey orsakade åtminstone 51 bekräftade dödsfall: 1 i Guyana och 50 i USA. Mycket kraftig nederbörd drabbade centrala Houston. Chefen för FEMA, Federal Emergency Management Agency, Brock Long har kallat Harvey den värsta olyckan i Texas historia. Återuppbyggnaden förväntas ta många år. Den ekonomiska förlusten beräknas kosta mellan 70 och 190 miljarder dollar, varav stora delar av förlusten drabbat oförsäkrade husägare, vilket gör Harvey till en av de dyraste naturkatastroferna i USA:s historia.

## Galleri

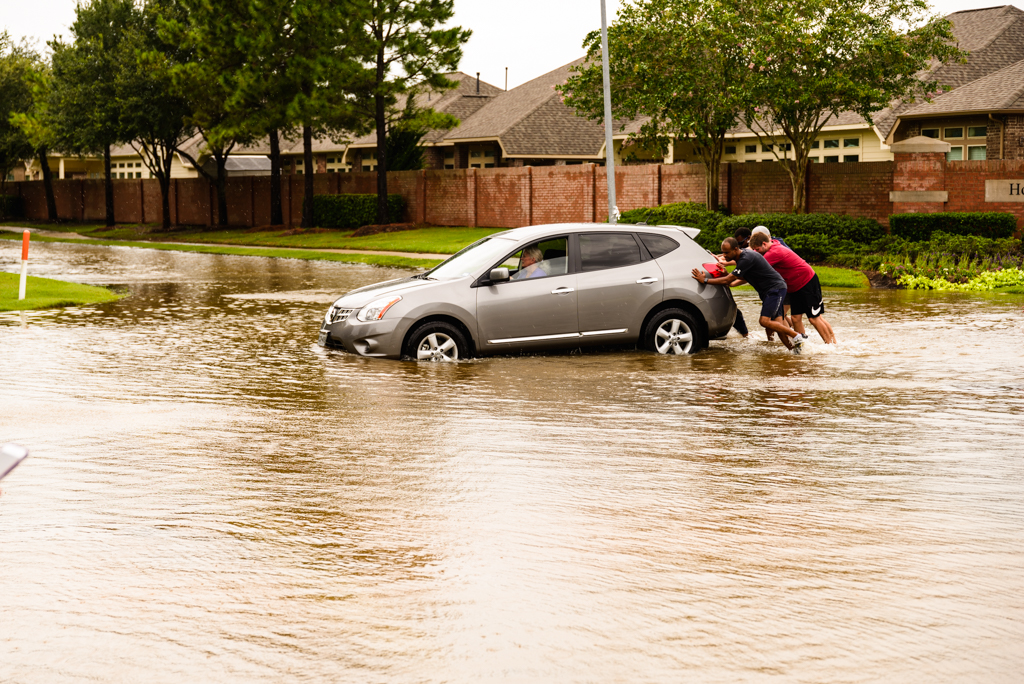
Översvämningar följde orkanen Harveys framfart.
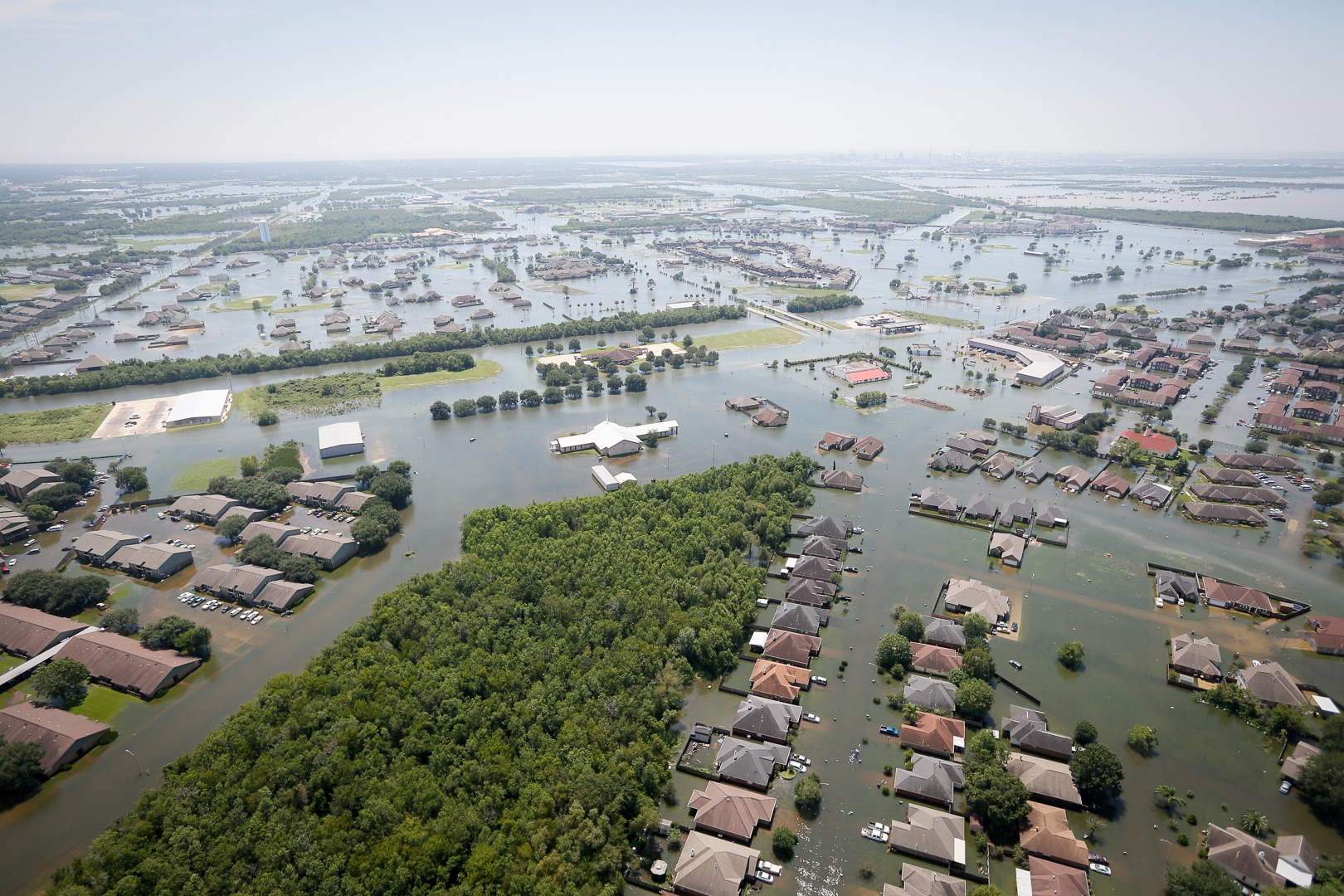
Stora hjälpinsatser sattes in för att ta hand om översvämningarna.

- Volontärer ur USA:s reservarmé räddar offer för Harvey.